# Riccardo Drigo
Riccardo Eugenio Drigo (Padova, 30 giugno 1846 – Padova, 1º ottobre 1930) è stato un compositore e direttore d'orchestra italiano.
Passò la maggior parte della sua vita a San Pietroburgo, collaborando con il Balletto Imperiale e l'Opera Imperiale. Particolarmente noto il suo Pas de trois aggiunto alla musica de Le Corsaire di Adolphe Adam con le coreografie di Marius Petipa.
Drigo è famoso soprattutto per la sua lunga carriera come Maestro di Cappella ai Teatri Imperiali di San Pietroburgo e come Direttore della Musica per il Balletto Imperiale, per il quale compose musica per i lavori originali e i revival del grande coreografo Marius Petipa. Durante la sua carriera, Drigo diresse i debutti e le rappresentazioni di praticamente qualsiasi balletto e opera eseguiti sul palcoscenico zarista e fu considerato uno dei più grandi direttori europei del tempo.
Drigo è molto famoso anche per le sue composizioni originali per il balletto come pure per gli adattamenti di partiture esistenti e il notevole numero di danze supplementari e variazioni da lui composte. Tra le partiture originali per il balletto si ricordano soprattutto:
- Il talismano (Petipa, 1889);
- Il flauto magico (Lev Ivanov, 1893);
- Il risveglio di Flora (Petipa, 1894);
- I milioni di Arlecchino o Harlequinade (Petipa, 1900), dal quale sono spesso estratti pezzi famosi di repertorio come Serenade e Valse Bluette, le composizioni forse più famose di Drigo.
- Il lago dei cigni, revisione e adattamento del 1895 della partitura di Čajkovskij.

Tra i tanti divertissement eseguiti sulla musica di Drigo, si ricordano il Pas de deux da Le corsaire (1899); La Esmeralda Pas de deux (1899); La Esmeralda Pas de six (1886), il Pas de deux da Diana e Atteone (1903); Il Pas de deux del Talismano e il Pas de deux da l'Arlecchinata.

## Biografia
Il padre, Silvio Drigo era un avvocato e la madre, Vittoria Lupati, sorella del patriota Bortolo Lupati, era molto attiva in politica. Nessuno in famiglia aveva particolari predisposizioni per la musica eppure all'età di cinque anni egli iniziò a studiare pianoforte con un amico di famiglia, l'ungherese Antonio Jorich. Drigo ben presto divenne molto bravo e ancora adolescente era già un po' famoso nella sua città. Il padre gli permise di frequentare il prestigioso Conservatorio di Venezia dove ebbe modo di studiare con Antonio Buzzolla, un allievo del grande Gaetano Donizetti. Drigo compose le prime partiture ancora adolescente ed erano soprattutto romanze e valzer. Nel 1862 gli fu concesso di eseguire alcuni dei suoi pezzi con l'orchestra amatoriale a Padova e fu in quella occasione che iniziò a mostrare un certo interesse per la direzione.
Drigo si diplomò al conservatorio nel 1864 e fu assunto come pianista per le prove al Teatro Garibaldi a Padova. Questa esperienza lo convinse presto a trovare lavoro come direttore di varie compagnie amatoriali di opera a Vicenza, Rovigo, Udine e Venezia. Ma a causa di un'eccessiva presenza di pianisti in Italia diplomati al conservatorio, Drigo aveva poche speranze di diventare un grande direttore d'orchestra.
All'età di ventidue anni, Drigo presentò la sua prima opera al Teatro Garibaldi. Era il 25 luglio 1868 e l'opera in due atti si intitolava Don Pedro di Portogallo ma le rappresentazioni, nonostante il considerevole successo, dovettero essere cancellate causa un'epidemia di colera che fece chiudere tutti i teatri della provincia di Padova.
La prima grande opportunità per Drigo come direttore d'orchestra arrivò quando il maestro di cappella del Teatro Garibaldi si ammalò alla vigilia della prima rappresentazione dell'opera comica di Costantino Dall'Argine, I Due Orsi nel 1868. Il primo violino rifiutò di dirigere la rappresentazione ma consigliò Drigo poiché era il pianista delle prove e in quanto tale conosceva la partitura intimamente. La direzione di Drigo fu un grande successo e fu subito nominato Secondo Maestro di Cappella.
Drigo fece esperienza come direttore in vari teatri italiani e in varie parti d'Europa per i successivi dieci anni e presto iniziò a dirigere famose opere, tra le quali la Carmen di Georges Bizet a Siviglia, Il barbiere di Siviglia di Rossini a Marsiglia, L'elisir d'amore e Caterina Cornaro di Donizetti a Venezia, il Faust di Gounod a Parigi e La sonnambula e la Norma di Vincenzo Bellini alla Scala di Milano.
Nel 1878 la vita di Drigo cambiò per sempre. Durante la stagione operistica a Padova, il direttore dei Teatri Imperiali di San Pietroburgo, il barone Karl Karlovich Kister, assistette ad una rappresentazione de L'elisir d'amore diretta da Drigo. Kister fu molto impressionato dal talento di Drigo che diresse l'orchestra senza l'aiuto della partitura. Dopo aver ascoltato anche alcune composizioni del direttore d'orchestra padovano, Kister gli offrì un contratto di sei mesi per dirigere l'Opera Imperiale Italiana a San Pietroburgo.
Al Teatro La Fenice di Venezia diresse Aida nel 1885 e Le Villi, Norma, La favorita con Giuseppe Kaschmann e Rigoletto con Kaschmann nel 1886.

## Russia
Arrivato da poco a San Pietroburgo, Drigo dirigeva già l'intero repertorio dell'Opera Italiana. Fece notevole impressione dirigendo completamente a memoria lavori monumentali quali l'Aida e Un ballo in maschera di Verdi. I giornali dell'epoca parlarono di lui elogiandolo.
Il 22 febbraio 1884 ebbe la prima assoluta la sua opera Pochishcjennaja (La moglie rapita) per il libretto di Enrico Golisciani al Teatro dell'Ermitage di San Pietroburgo.

## Ascendenza
|                 |                          |                     | Genitori |  |  | Nonni |  |  | Bisnonni |
|                 |                          |                     |          |  |  |       |  |  | …        |
|                 |                          |                     |          |  |  |       |  |  |          |
|                 |                          | …                   |          |  |  |       |  |  |          |
| Silvio Drigo    |                          |                     |          |  |  |       |  |  |          |
|                 |                          | …                   | …        |  |  |       |  |  |          |
|                 |                          | …                   | …        |  |  |       |  |  |          |
|                 |                          | …                   | …        |  |  |       |  |  |          |
| Riccardo Drigo  |                          | …                   |          |  |  |       |  |  |          |
|                 | Giovanni Battista Lupati | Luca Antonio Lupati |          |  |  |       |  |  |          |
|                 | Giovanni Battista Lupati | Luca Antonio Lupati |          |  |  |       |  |  |          |
|                 | Giovanni Battista Lupati | Elena Grotto        |          |  |  |       |  |  |          |
| Vittoria Lupati | Giovanni Battista Lupati |                     |          |  |  |       |  |  |          |
|                 |                          | Francesca Casilini  | …        |  |  |       |  |  |          |
|                 |                          | Francesca Casilini  | …        |  |  |       |  |  |          |
|                 |                          | Francesca Casilini  | …        |  |  |       |  |  |          |
|                 |                          | Francesca Casilini  |          |  |  |       |  |  |          |